# Zgodovina Tatarstana
Zgodovina Tatarstana je povezana z zgodovino Povolžja.
Tatarstan, ki je zdaj znotraj Ruske federacije, je bil v predzgodovini naseljen z različnimi skupinami ljudstev. Država Volška Bolgarija je rasla v srednjem veku in je bila nekaj časa podrejena Hazarom. Volški Bolgari so postali muslimani in vključili različna turška ljudstva v sodobno etnično skupino Volški Tatari.
Regija je bila v 15. stoletju pod prevlado Kazanskega kanata. Kanat je leta 1552 osvojil Ivan Grozni in ga leta 1708 ukinil. To obdobje so zaznamovali naselitev Rusov in poskusi spreobrnitve v pravoslavno krščanstvo, kar je izzvalo številne upore med Tatari in sosednjimi skupinami. V poznem 18. in 19. stoletju se je razvila industrija, izboljšale so se gospodarske razmere in Tatari so dosegli enakopravnejši položaj z Rusi. Vendar je tatarska nacionalna zavest naraščala in po oktobrski revoluciji leta 1917 so bile ustanovljene nacionalne institucije in razglašena neodvisnost kot Idel-Uralska država. Po več letih državljanske vojne je sovjetska vlada zatrla neodvisnost in ustanovila Tatarsko avtonomno sovjetsko socialistično republiko znotraj Sovjetske zveze.
Pod sovjetsko oblastjo je sledila lakota, ki ji je sledil postopni upad tatarskega jezika, kulture in vere, tako krščanskega kot muslimanskega. Odkritje velikih nahajališč nafte je pripomoglo k nadaljnji veliki rasti industrije. Približno ob razpadu ZSSR leta 1991 so se ponovno pojavili premiki za neodvisnost, vendar je leta 1994 regija pod imenom Tatarstan postala sestavna republika Ruske federacije. Leta 2008 je nacionalna skupščina, Milli Medžlis, razglasila Tatarstan za neodvisnega, vendar tega statusa niso priznali Združeni narodi ali ruska vlada.

## Predzgodovina
Človeško bivanje v Tatarstanu sega v obdobje paleolitika. V Tatarstanu so odkrili ostanke več kultur kamene in bronaste dobe.
V železni dobi (8. stoletje pred našim štetjem – 3. stoletje pred našim štetjem) je kultura Ananjino, verjetno ugrofinsko govoreče ljudstvo, prevladovala na območju zgornjih dolin Volge in Kame. Od sredine 1. tisočletja pred našim štetjem je zahodni Tatarstan zasedla kultura Gorodec.
Od 4. stoletja pred našim štetjem so velik del porečja Volge in Kame zasedla plemena kulture İmänkiskä, za katera se domneva, da so bila v sorodu s Skiti, govorci enega od indoevropskih jezikov. Približno v začetku 1. stoletja našega štetja se je na spodnji Kami pojavila nova skupina, tako imenovana Pjanoborska kultura (verjetno finskega izvora).
Med velikimi selitvami pozne antike so sibirska turška in finska plemena naselila regijo vzhodno od srednje Volge in iz porečja Kame izrinila Pjanoborsko kulturo. Pjanoborska plemena so se zadrževala v današnjem severnem in severozahodnem delu Tatarstana.

## Turška ljudstva
V obdobju od približno 500 do 700 n. št. je prišlo do pritoka turško govorečih nomadov. Kultura teh priseljencev je bila povezana s kulturo Göktürkov, Hazarov in plemen Velike Bolgarije.

## Volška Bolgarija
V 9. in 10. stoletju je nastala prva organizirana država v regiji, kanat Volških Bolgarov. Prebivalstvo Volške Bolgarije je bilo večinoma kmetijsko. Z rastjo industrije (litje, kovanje) in trgovine so se med drugim pojavila mesta Bolghar, Bilär in Suar. Veliko vlogo v gospodarstvu sta imela poljedelstvo in govedoreja. Kmetje so bili pretežno svobodni posestniki.
V začetku 10. stoletja so se Volški Bolgari spreobrnili v islam, zaradi česar je na njihovo kulturo močno vplivala kultura muslimanskega Bližnjega vzhoda.

### Mongolska invazija
Po osvojitvi Volške Bolgarije s strani mongolskih čet pod Batu kanom je bila država pod nadzorom kanov Zlate horde. Kot rezultat mešanja različnih turških ljudstev in jezikov k Volškim Bolgarom se je v tem obdobju pojavil sodobni volški tatarski etnos.

## Kazanski kanat
V prvi polovici 15. stoletja se je kot posledica propada Zlate horde pojavil Kazanski kanat kot prevladujoča sila v regiji Volga–Kama. Ko je Moskovska velika kneževina pridobivala na moči in se borila za nadzor nad trgovskimi potmi in ozemljem z državami naslednicami Zlate horde, so v Kazanu včasih prevladovale frakcije, ki so bile naklonjene Moskvi, drugič pa frakcije, ki so se zavzemale za zavezništvo z drugimi tatarskimi politikami, kot je Krimski kanat. Končno je kanat leta 1552 osvojil Ivan Grozni.

## Po ruski invaziji
Po letu 1552 je kanat upravljal urad Kazanske palače, ustanovljen v Moskvi. Leta 1555 je bil v Kazanu imenovan škof z mandatom, da je krstil ljudstvo Idel-Urala. Zgrajenih je bilo veliko cerkva in samostanov, ruski kmetje in obrtniki pa so bili preseljeni v Tatarstan. Hkrati so bili etnični Tatari odstranjeni iz samega Kazana ter regij blizu rek in cest. Pod pritiskom Rusov so se mnogi Tatari v 16. in 17. stoletju izselili v Zgornjo Kamo, Trans-Kamo, Baškortostan, na Ural in v Sibirijo. Posledica je bil upad kmetijstva, industrije in trgovine po vsej regiji. Lokalno prebivalstvo je bilo prisiljeno plačati davek yasaq. Nekateri del tatarskega plemstva je bil vključen v plemstvo Ruskega imperija; mnogi so se krstili, da bi ohranili svoje privilegije.
Leta 1708 je bil Kazanski kanat ukinjen in provinca dana pod nadzor nove gubernije Kazan. Vključevala je Srednjo Volgo in Zahodni Ural. Kazan z 20.000 prebivalci je bil eno glavnih trgovskih in obrtnih središč Rusije. Manufaktura se je razvila in v začetku 19. stoletja so nastale velike tovarne kož, mila in sveč. Nastal je razred tatarskih trgovcev, ki so živahno trgovali s Srednjo Azijo.
Omejitve pri okupaciji, visoke obdavčitve in diskriminacija nekristjanov so blokirale kulturni in gospodarski razvoj Tatarov. Posledično je izbruhnilo več uporov in kmečkih vojn. V času težav je Kazanski kanat s pomočjo frakcij v ruski vojski ponovno pridobil svojo neodvisnost. Cangali beg, tatarski plemič, je vodil še eno revolucijo leta 1616. Druge vstaje med Volškimi Tatari so vključevale gibanje Bolotnikov (1606–1607), gibanje Batırşa (1755–1756) in Pugačevo vojno (1773–1775). V teh spopadih so sodelovala druga ljudstva regije Idel-Ural.
Leta 1773 so muslimani v Rusiji dobili močno razširjene pravice. Leta 1784 so imeli tatarski plemiči (morzalar) enake pravice kot ruski plemiči (dvoryane).
Tatarski vojaki so sodelovali v vseh ruskih vojnah, včasih v nacionalnih enotah (kot je bilo med napoleonskimi vojnami).
Po reformah 1860-ih v carski Rusiji so se gospodarske razmere v Tatarstanu opazno izboljšale. Stolypinove reforme so privedle do pospešenega gospodarskega razvoja podeželja. V 19. stoletju se je med Tatari razvil velik srednji sloj. Ruska revolucija leta 1905 je prebudila tatarsko narodno zavest in vodila k pozivom k enakim pravicam, razvoju posebne nacionalne kulture in narodne samozavesti ter drugih svoboščin. Panislamska ruska stranka Ittifaq al-Muslimin je predstavljala rastoči nacionalistični tabor v državni dumi. V tem obdobju so se pojavili prvi tatarski množični mediji z izdajo časopisov v tatarskem jeziku, kot so Yoldız, Waqıt, Azat, Azat xalıq, İrek, Tañ yoldızı, Nur, Fiker, Ural, Qazan möxbire, Älğäsrelcädid, Şura, Añ in Mäktäp. V tem času se je pojavilo tudi prvo tatarsko poklicno gledališče, Säyyär.

## Revolucija in državljanska vojna
Med kaosom ruskih revolucij leta 1917 je Tatarstan postal funkcionalno neodvisen z nacionalnim parlamentom (Millät Mäclese), nacionalno vlado (Milli İdarä), nacionalnim svetom (Milli Şura) in nacionalnim vojaškim svetom (Xärbi Şura). Nekatere tatarske vojaške enote so sodelovale v ruski državljanski vojni proti komunistom. Protikomunistični tatarski revolucionarji so razglasili državo Idel-Ural, toda moskovska boljševistična vlada se je odločila preprečiti neodvisen Tatarstan na svojem boku. Muslimanski svet je strmoglavil Delavski boljševiški svet v večinoma Tatarsko naseljenem delu province Kazan, imenovanem Bolaq artı ali Zabulachye (v prevodu Transbolarska Republika). Muslimanski svet je bil aretiran.
Avgusta 1918 so sile Belih Čehov in KomUcha (Odbor članov ustanovne skupščine) dosegle Kazan, vendar so se pod pritiskom Rdečih umaknile.
Leta 1919 so boljševiki razglasili Avtonomno Tatarsko-baškirsko sovjetsko socialistično republiko, vendar je bila regija takrat večinoma zasedena s strani Bele armade, katere vodja, general Kolčak, ni podpiral neodvisne muslimanske republike. Izjava je skupaj s Kolčakovo sovražnostjo povzročila, da so številne tatarske in baškirske čete zamenjale strani in se borile za boljševike. Končno so zmagoviti komunisti vključili Tatarstan v Rusko Sovjetsko Federativno Socialistično republiko (RSFSR), kar je povzročilo obsežno izseljevanje iz države, zlasti med višjim razredom.
Ruska državljanska vojna se je v Tatarstanu končala z zadušitvijo protikomunistične kmečke vstaje marca 1920. Zaradi politike vojnega komunizma se je v Tatarstanu začela lakota 1921-1922, ki je uničila skoraj pol milijona ljudi.

## Sovjetska vladavina
27. maja 1920 je bila razglašena Tatarska avtonomna sovjetska socialistična republika (TASSR) RSFSR. Vendar je v poznih 1920-ih sovjetska vlada pod Josifom Stalinom začela postavljati omejitve pri uporabi tatarskega jezika (med številnimi drugimi manjšinskimi jeziki v Sovjetski zvezi). Razvoj nacionalne kulture je močno upadel. Tatarska abeceda je bila dvakrat prestavljena (na latinico in nato na cirilico). Od 1930-ih do 1950-ih so tisk v tatarskem jeziku, kulturne ustanove, gledališča, narodne šole in inštituti postopoma izginili, saj je bilo treba izobraževanje izvajati v ruskem jeziku. Industrializacija, vzpon kolektivizacije in preganjanja, kot je velika čistka, so prispevali k temu upadu.
Zatirana je bila tudi vera. Sprva je bila sovjetska oblast naklonjena večinoma vzhodni pravoslavni cerkvi, nekateri islamski verski tokovi so se ohranili (glej džadidizem, gibanje Wäisi), kasneje pa so bili tudi ti zatirani. Nekateri teologi džadidizma (ki je bil sprva liberalen za sovjetsko oblast) so pobegnili v Turčijo ali Egipt.
V drugi svetovni vojni je sodelovalo več kot 560.000 tatarstanskih vojakov in več kot 300.000 jih je bilo ubitih. Številni sovjetski obrati in njihovi delavci ter Sovjetska akademija znanosti so bili evakuirani v Tatarstan. Med vojno so bila odkrita velika nahajališča nafte. Med njihovim raziskovanjem je Tatarstan postal ena najbolj industrijsko razvitih regij Sovjetske zveze.
V 1960-ih in 1970-ih se je industrija Tatarske ASSR razvila ne le v sektorju bencina; Kamaz je bila zgrajena v mestu Naberežni Čelni, velika avtomobilska tovarna, s čimer je to mesto postalo drugo največje v republiki. Drugi večji mesti, zgrajeni in razviti v teh letih, sta Nižnekamsk in Almetjevsk.

## Post-sovjetska zgodovina
Vrhovni svet TASSR je 30. avgusta 1990 spremenil status Tatarstana in izdal deklaracijo o suverenosti Sovjetske socialistične republike Tatarstan.
- 12. junij 1991: prve volitve za predsednika Tatarstana. Izvoljen je bil Mintimer Shaymiev.
- 21. marec 1992: Referendum o statusu Tatarstana. Večina prebivalstva je podprla neodvisnost Tatarstana.
- Novembra 1992: Parlament je sprejel ustavo Tatarstana.
- 1994: Podpisana je bila Pogodba o razmejitvi jurisdikcijskih subjektov in medsebojnem prenosu pristojnosti med državnimi organi Ruske federacije in državnimi organi Republike Tatarstan. Tatarstan postane de facto konstitutivna republika Ruske federacije.
- 1995 in 1999 volitve v vladni svet Tatarstana.
- Marec 2002: Številne spremembe ustave Tatarstana. Tatarstanski uradniki so uradno razglasili, da je Tatarstan del Rusije.

Milli Medžlis tatarskega ljudstva je 20. decembra 2008 kot odgovor na to, da je Rusija priznala Abhazijo in Južno Osetijo, razglasil neodvisnost Tatarstana in zaprosil za priznanje Združene narode. Vendar pa so to izjavo prezrli tako Združeni narodi kot ruska vlada.